# St-Roch (Ajaccio)

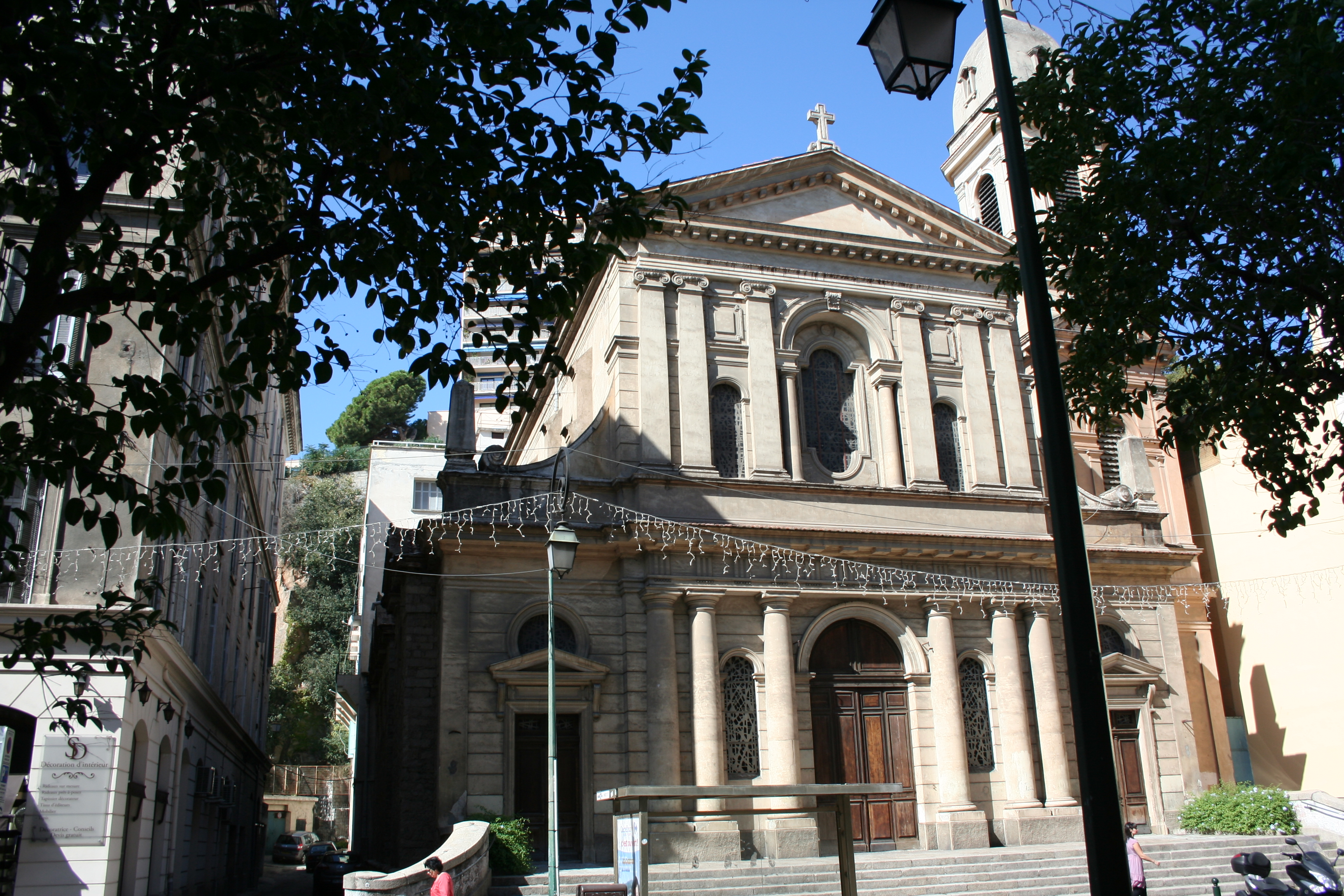
Kirche Saint-Roch, 2011

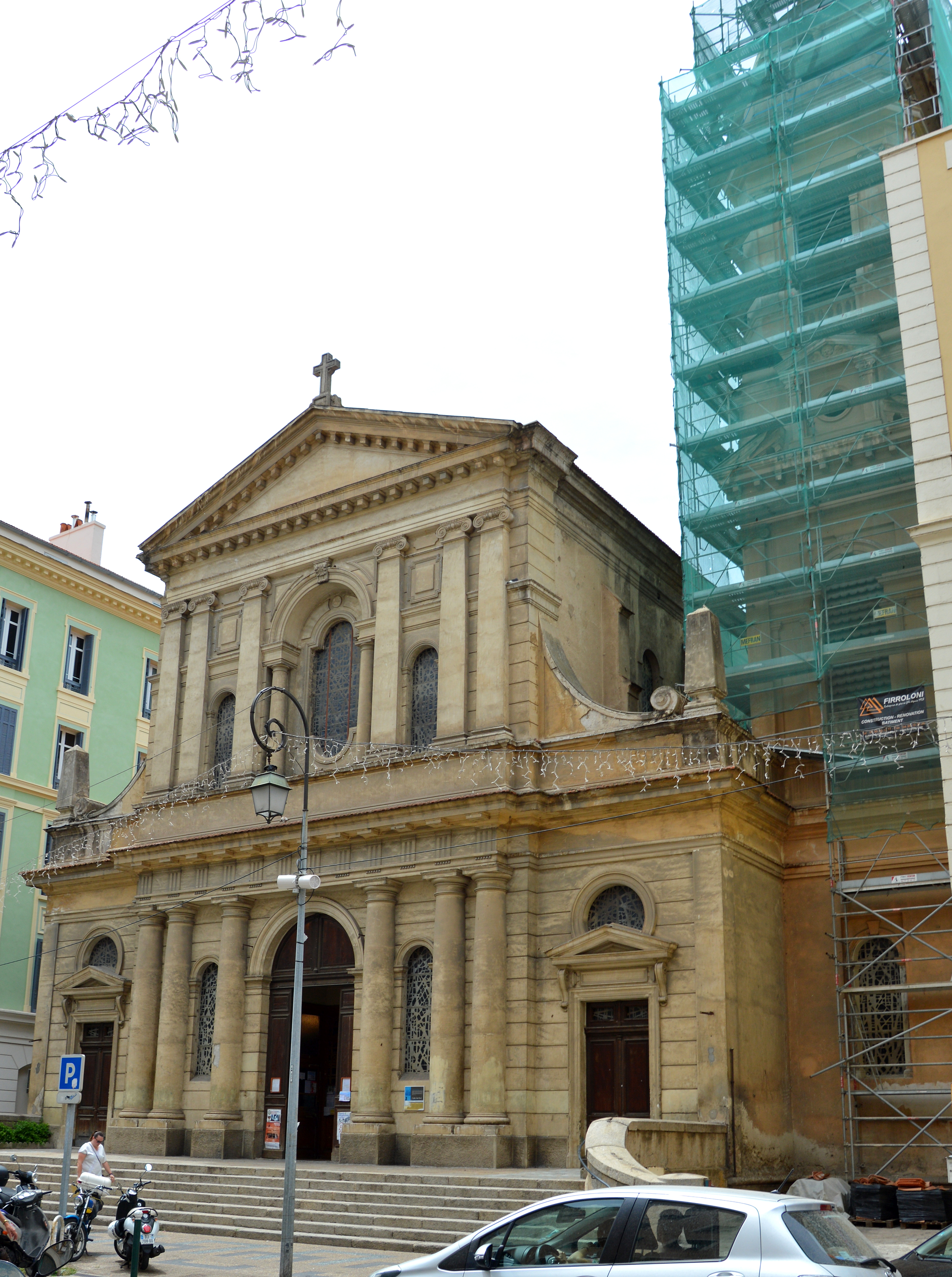
Sanierungsarbeiten im Jahr 2018

Die St-Roch ist eine katholische Kirche in Ajaccio, der Hauptstadt der Insel Korsika. Sie gehört zum Bistum Ajaccio.

## Lage
Sie befindet sich in der Innenstadt von Ajaccio, auf der Westseite des Cours Napoléon an der Adresse Cours Napoléon 29.

## Architektur und Geschichte
Die Kirche wurde im Jahr 1885 vom Architekten Barthélémy Maglioli im neoklassizistischen Stil erbaut, wobei jedoch die ursprüngliche Planung nur vereinfacht umgesetzt wurde. An der Nordostseite befindet sich ein schlanker Glockenturm. 1923 erfolgten Umbauten. Im Jahr 1960 wurde die Innengestaltung verändert. Um 2018 erfolgt eine Sanierung der Kirche, dabei sollen auch die Veränderungen der 1920er Jahre zurückgebaut und die Westfassade neu gestaltet werden. Darüber hinaus umfasst die Sanierung auch den Glockenturm, das Dach, die Fenster und das Kircheninnere.
Zur Gemeinde gehört eine Bibliothek mit 7000 religiösen Werken.